# Lijst van voetbalinterlands Taiwan - Thailand
Deze lijst van voetbalinterlands is een overzicht van alle officiële voetbalwedstrijden tussen de nationale teams van Taiwan (Chinees Taipei) en Thailand. De landen hebben tot op heden tien keer tegen elkaar gespeeld. De eerste ontmoeting, een vriendschappelijke wedstrijd, werd gespeeld in Kuala Lumpur (Maleisië) op 16 augustus 1963. De laatste confrontatie, eveneens een vriendschappelijke wedstrijd, vond plaats op 16 juni 2023 in Kaohsiung.

## Wedstrijden
| №  | Plaats       | Datum            | Competitie                 | Wedstrijd                 | Uitslag |
| -- | ------------ | ---------------- | -------------------------- | ------------------------- | ------- |
| 1  | Kuala Lumpur | 16 augustus 1963 | Vriendschappelijk          | Thailand − Taiwan         | 2 − 2   |
| 2  | Kuala Lumpur | 20 augustus 1965 | Vriendschappelijk          | Thailand − Taiwan         | 2 − 3   |
| 3  | Kuala Lumpur | 15 augustus 1966 | Vriendschappelijk          | Thailand − Taiwan         | 1 − 2   |
| 4  | Kuala Lumpur | 10 augustus 1971 | Vriendschappelijk          | Thailand − Taiwan         | 0 − 4   |
| 5  | Saigon       | 10 november 1974 | Vriendschappelijk          | Taiwan − Thailand         | 3 − 2   |
| 6  | Kuala Lumpur | 27 maart 2000    | Azië Cup 2000 kwalificatie | Chinees Taipei − Thailand | 0 − 2   |
| 7  | Bangkok      | 6 april 2000     | Azië Cup 2000 kwalificatie | Thailand − Chinees Taipei | 1 − 0   |
| 8  | Taipei       | 16 juni 2015     | WK 2018 kwalificatie       | Chinees Taipei − Thailand | 0 − 2   |
| 9  | Bangkok      | 12 november 2015 | WK 2018 kwalificatie       | Thailand − Chinees Taipei | 4 − 2   |
| 10 | Kaohsiung    | 16 juni 2023     | Vriendschappelijk          | Chinees Taipei − Thailand | 2 − 2   |

## Samenvatting
| Competitie            | Totaal gespeeld | Winst Chinees Taipei | Gelijk | Winst Thailand | Doelsaldo Chinees Taipei – Thailand |
| --------------------- | --------------- | -------------------- | ------ | -------------- | ----------------------------------- |
| WK-kwalificatie       | 2               | 0                    | 0      | 2              | 2 − 6                               |
| Azië Cup-kwalificatie | 2               | 0                    | 0      | 2              | 0 − 3                               |
| Vriendschappelijk     | 6               | 4                    | 2      | 0              | 16 − 9                              |
| Totaal                | 10              | 4                    | 2      | 4              | 18 − 18                             |

CTFA ·
Bondscoaches ·
vrouwenvoetbalelftal ·
Topscorers
Afghanistan ·
Australië ·
Bahrein ·
Bangladesh ·
Brunei ·
Cambodja ·
Fiji ·
Filipijnen ·
Grenada ·
Guam ·
Hongkong ·
India ·
Indonesië ·
Irak ·
Iran ·
Israël ·
Japan ·
Jordanië ·
Kenia ·
Kirgizië ·
Koeweit ·
Laos ·
Macau ·
Maleisië ·
Mongolië ·
Myanmar ·
Nepal ·
Nieuw-Zeeland ·
Noord-Korea ·
Oezbekistan ·
Oman ·
Oost-Timor ·
Pakistan ·
Palestina ·
Panama ·
Saint Kitts en Nevis ·
Salomonseilanden ·
Saoedi-Arabië ·
Singapore ·
Sri Lanka ·
Syrië ·
Thailand ·
Trinidad en Tobago ·
Turkmenistan ·
Vietnam ·
Zuid-Korea ·
Zuid-Vietnam
FAT · A-internationals · Bondscoaches · Statistieken · Thais vrouwenelftal · Thailand U21 · Thailand U20 · Thailand U19 · Thailand U18 · Thailand U17
1950 – 1959 · 
1960 – 1969 · 
1970 – 1979 · 
1980 – 1989 · 
1990 – 1999 · 
2000 – 2009 · 
2010 – 2019 ·
2020 − 2029
Asian Cup 1972 ·
Asian Cup 1992 · 
Asian Cup 1996 · 
Asian Cup 2000 · 
Asian Cup 2004 · 
Asian Cup 2007
OS 1956 · 
OS 1968
1956 · 
1957 · 
1958 · 
1959 · 
1960 · 
1961 · 
1962 · 
1963 · 
1964 · 
1965 · 
1966 · 
1967 · 
1968 · 
1969 · 
1970 · 
1971 · 
1972 · 
1973 · 
1974 · 
1975 · 
1976 · 
1977 · 
1978 · 
1979 · 
1980 · 
1981 · 
1982 · 
1983 · 
1984 · 
1985 · 
1986 · 
1987 · 
1988 · 
1989 · 
1990 · 
1991 · 
1992 · 
1993 · 
1994 · 
1995 · 
1996 · 
1997 · 
1998 · 
1999 · 
2000 · 
2001 · 
2002 · 
2003 · 
2004 · 
2005 · 
2006 · 
2007 · 
2008 · 
2009 · 
2010 · 
2011 · 
2012 · 
2013 ·
2014 ·
2015 ·
2016 ·
2017 ·
2018 ·
2019 ·
2020 ·
2021 ·
2022 ·
2023
Afghanistan ·
Australië ·
Bahrein ·
Bangladesh ·
Bhutan ·
Brazilië ·
Brunei ·
Bulgarije ·
Cambodja ·
China ·
Congo-Brazzaville ·
Denemarken ·
Duitsland ·
Egypte ·
Estland ·
Faeröer ·
Filipijnen ·
Finland ·
Gabon ·
Georgië ·
Ghana ·
Hongkong ·
India ·
Indonesië ·
Irak ·
Iran ·
Israël ·
Japan ·
Jemen ·
Jordanië ·
Kameroen · 
Kazachstan ·
Kenia ·
Kirgizië ·
Koeweit ·
Laos ·
Letland ·
Libanon ·
Liberia ·
Libië ·
Liechtenstein ·
Luxemburg ·
Macau ·
Malediven ·
Maleisië ·
Malta ·
Marokko ·
Myanmar ·
Nederland ·
Nepal ·
Nieuw-Zeeland ·
Nigeria ·
Noord-Ierland ·
Noord-Korea ·
Noorwegen ·
Oezbekistan ·
Oman ·
Oost-Timor ·
Pakistan ·
Palestina ·
Papoea-Nieuw-Guinea ·
Polen ·
Qatar ·
Saoedi-Arabië ·
Singapore ·
Slowakije ·
Sri Lanka ·
Suriname ·
Syrië ·
Taiwan ·
Tadzjikistan ·
Trinidad en Tobago ·
Turkmenistan ·
Uruguay ·
Verenigde Arabische Emiraten ·
Verenigde Staten ·
Vietnam ·
Zuid-Afrika ·
Zuid-Korea ·
Zuid-Vietnam ·
Zweden